# Panfílovka
Panfílovka (en (ucraïnès): Панфіловка, en rus: Панфиловка, Panfílovka) és un poble de la República Autònoma de Crimea a Ucraïna, que el 2014 tenia 135 habitants. Pertany al districte rural de Pervomàiske.